# Конгосто-де-Вальдавія
Конгосто-де-Вальдавія (ісп. Congosto de Valdavia) — муніципалітет в Іспанії, у складі автономної спільноти Кастилія-і-Леон, у провінції Паленсія. Населення — 190 осіб (2010).
Муніципалітет розташований на відстані близько 250 км на північ від Мадрида, 60 км на північ від Паленсії.
На території муніципалітету розташовані такі населені пункти: (дані про населення за 2010 рік)
- Конгосто-де-Вальдавія: 162 особи
- Корнонсільйо: 9 осіб
- Вільянуева-де-Абахо: 19 осіб

## Демографія
Динаміка населення (INE ):